# Bythiospeum bressanum
Bythiospeum bressanum é uma espécie de gastrópode  da família Hydrobiidae.
É endémica de França.